# Stazione di Deyashiki
La stazione di Deyashiki (出屋敷駅?, Deyashiki-eki) è una stazione ferroviaria della città di Amagasaki nella prefettura di Hyōgo in Giappone. Dista 10,1 km ferroviari dal capolinea di Umeda.

## Linee
Ferrovie Hanshin
■ Linea principale Hanshin

## Struttura
La fermata è realizzata su viadotto e dispone di due marciapiedi laterali con due binari passanti.
| 1 | ■ Linea principale Hanshin | per Amagasaki, Noda e Umeda    |
| 2 | ■ Linea principale Hanshin | per Sannomiya, Akashi e Himeji |

## Stazioni adiacenti
| «                                 | Servizio                 | »                         |
| Linea principale Hanshin          | Linea principale Hanshin | Linea principale Hanshin  |
| --------------------------------- | ------------------------ | ------------------------- |
| Amagasaki                         | Locale                   | Amagasaki Center Pool-mae |
| Tutti gli altri treni non fermano |                          |                           |